# Баннел, Джесси
Джесси Х. Баннел (англ. Jesse H. Bunnell) (1843 — 9 февраля 1899) — американский изобретатель, конструктор телеграфных ключей.

## Биография

### Ранние годы
Джесси Баннел родился в 1843 году в Массиллоне, штат Огайо. В 11 лет он уже работал посыльным и доставлял телеграммы по указанным адресам, а в свои 13 уже стал полноправным оператором телеграфа. С 1859 по 1861 год работал в разных офисах в Огайо, Пенсильвании и Западной Вирджинии. В возрасте 17 лет Джесси Баннел установил рекорд по передаче данных — в среднем 32 слова в минуту, когда в течение двух часов непрерывно передавал последнее послание президента Бьюкенена Конгрессу.

### Гражданская война
Когда началась Гражданская война в США, для управления войсками срочно был создан Военный Телеграфный Корпус Соединённых Штатов (United States Military Telegraph Corps). Джесси вступил в него, когда ему не было и 18 лет.
Уже в мае 1861 года Джесси Баннел служил на установке телеграфных линий вокруг Вашингтона. В срочном порядке шло сооружение телеграфных линий между гарнизонами, армейскими частями и Белым Домом. Там юный Джесси мог лично видеть самого президента Линкольна. Президент часто бывал в телеграфном отделении Военного Департамента и любил проводить там своё время. Сам он стремился узнавать о событиях на фронтах немедленно, поэтому зачастую получал уведомления от телеграфистов, а пока он ждал депеши, то занимался другими делами государственной важности. Один столик в департаменте был даже специально выделен Линкольну. За ним он писал «Прокламацию об освобождении рабов» и множество других важных документов.
В июне 1861 года Джесси отправили в Аннаполис (Annapolis), а затем он постоянно ездил по командировкам. В те дни телеграфисты находились под огнём противника, им приходилось сопровождать войска и поддерживать проводную связь и передачу данных. Очень часто им приходилось подменять армейских курьеров, которые передавали сообщения под огнём и часто прорывались с боем через вражеские позиции для передачи сведений. Несмотря на это, телеграфисты так и оставались гражданскими. Жалованье их составляло 60 долларов, даже тыловые клерки получали больше. В декабре 1862 года полсотни телеграфистов отправили петицию, требуя повышенное жалование и лучшие условия работы. Среди подписавшихся был Джесси.
Приблизительно с июня 1862 года по август 1864 Джесси служил в Потомакской армии как персональный телеграфист генерала Мак Клеллана со знаком отличия MC (инициалы McClellan) и в армии Шермана в Камберленде. Холод и голод зимы 1864 года совершенно ослабили Джесси, в результате он был вынужден уйти в отставку. 16 августа 1864 года руководство Телеграфного Корпуса заявило, что потеряло одного из своих «способнейших и смелых операторов».

### Совершенствование телеграфии

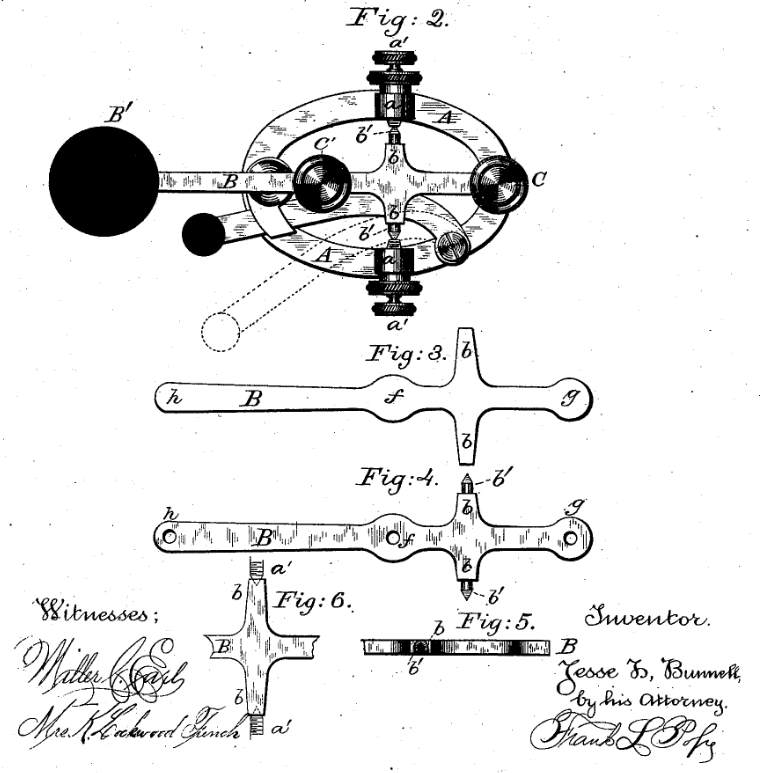
Американский патент № 237,808 на телеграфный ключ конструкции Баннела (стальной рычаг).

В 1872 году он организовал совместное предприятие с Джеймсом Патриком (Partrick, Bunnell & Co) в Филадельфии. Затем он работал на компанию Тиллотсона (L.G. Tillotson & Co).
В 1878 году Джесси учредил собственную компанию «Н. Bunnell and Со», а в следующем году сформировал совместное предприятие с Чарльзом МакЛафлином (Charles McLaughlin). Чарльз в основном занимался продажами, а Джесси занялся производством и совершенствованием телеграфного оборудования.
Джесси постоянно совершенствовал телеграфные устройства. В 1868 году он получил американский патент № 73,774 на телеграфный репитер, в 1876 году он усовершенствовал конструкцию печатающего телеграфа (американский патент № 180,700), сконструировал собственный саундер (американский патент № 190,191) и переключатель линий (американский патент № 215,568).
15 февраля 1881 года он получил патент № 237,808 за свой стальной рычаг (коромысло) ключа. И рычаг ключа, и цапфы были изготовлены из штампованной стальной пластины, которая почти не нуждалась в механической доработке. Эта конструкция был устойчивой и ускоряла передачу данных.

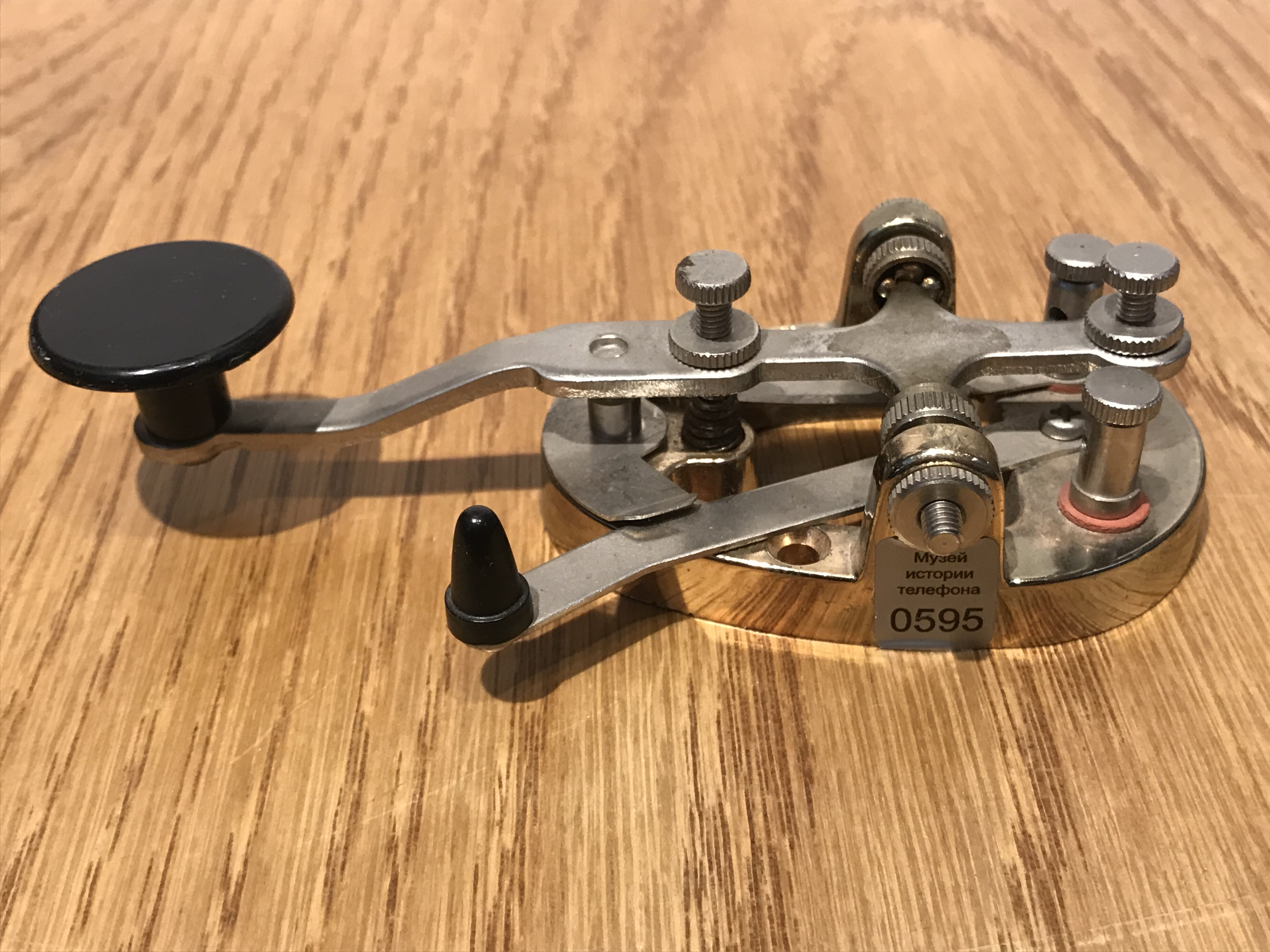
Телеграфный ключ конструкции Баннела. Экспонат Музея Истории Телефона.

В 1888 году Баннел представил свой ключ «с удвоенной скоростью», который получил название «sideswiper» и практически решил проблему срыва руки. На протяжении всей карьеры Джесси совершенствовал конструкцию телеграфных саундеров (патенты № 267,833 за 21 ноября 1882, № 538,816 за 7 мая 1895 и т. д.).

### Прочие изобретения

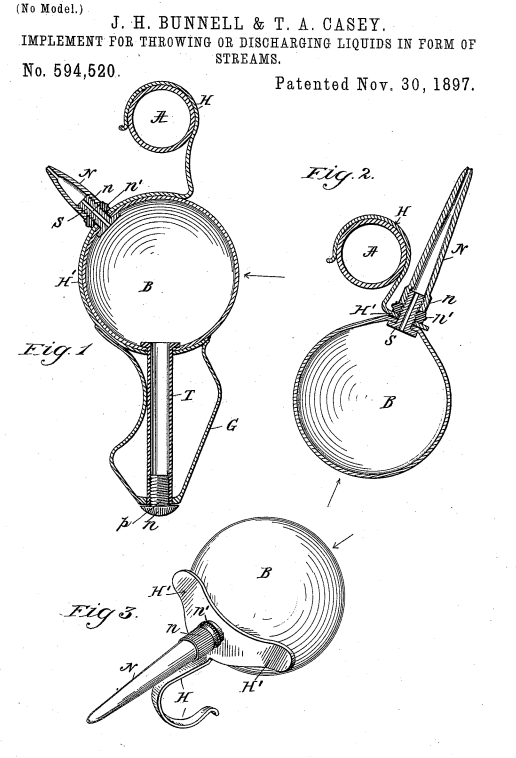
Патент № 594,520.

Джесси Баннел старался улучшить не только телеграфные устройства, его талант нашёл применение и в других областях. 29 апреля 1884 года он запатентовал автоматическую дверь, которую можно было бы открыть при помощи нажатия кнопки, не выходя во двор (американский патент № 297,751).
В 1897 году Джесси запатентовал клизму (клистир или грушу), которую «могли использовать велосипедисты для защиты от злонамеренных людей и бешеных собак». Для этого стоило лишь нажать на грушу, и на агрессора обрушивался поток жидкости, которую зарядил велосипедист. Что заряжать в клизму, кислоту или просто воду, оставалось на усмотрение пользователя. Такое устройство предвосхитило создание газовых баллончиков.

### Наследие изобретателя
В 1899 году Джесси Баннел сильно простудился, состояние его ухудшилось. Он умер от сердечной недостаточности 9 февраля 1899 года в возрасте 56 лет, похоронен в Бруклинском саду кладбища Гринвуд (Greenwood Cemetery). Но дело его продолжалось.
МакЛафлин тут же основал компанию, названную в честь своего покойного партнёра по бизнесу (J.H. Bunnell & Co). Это не понравилось семье Баннела, и она основала свою собственную (The Bunnell Telegraphic and Electrical Company). Таким образом, на телеграфном рынке появились две компании, названные в честь одного заслуженного изобретателя и телеграфиста, которые жёстко конкурировали и враждовали между собой. Часто их стенды располагались на одних и тех же выставках, и персоналу приходилось перебивать друг у друга клиентов.
Компания МакЛафлина стала заниматься не только телеграфным оборудованием, но и факсимильным, а ещё и радиооборудованием, она поставляла технику для армий США и Великобритании. До Второй Мировой войны эта компания была одним из самых крупных поставщиков телеграфных ключей в США.